# Bitka na Nevi
Bitka na Nevi (rusko Невская битва, Nevskaja bitva, švedsko slaget vid Neva) med Novgorodsko republiko in Kraljevino Švedsko se je dogajala ob reki Nevi 15. julija 1240.  Švedska je nameravala vzpostaviti svojo oblast na ozemlju okoli Ladoškega jezera in zavzeti najpomembnejše trgovske poti med Skandinavijo in Bizantinskim cesarstvom, ki so bile že več kot sto let pod novgorodskim nadzorom. Bitka je bila del švedsko-novgorodskih vojn.

## Ozadje
Po uničenju ruskih kneževin med invazijo Mongolov sta mesti Novgorod in Pskov znatno oslabeli in postali privlačna tarča za napad z zahoda. 1239 so Nemci in Švedi s papeževim blagoslovom skupaj napadli Rusijo. Švedski viri bitke na Nevi ne omenjajo, po ruskih virih pa so v bitki poleg Švedov sodelovali tudi Norvežani in Finci.

### Stanje na Švedskem
Po smrti švedskega  kralja Ivana I. leta 1222 je bila Švedska de facto v državljanski vojni do leta 1248, ko je Birger Jarl uspel prevzeti oblast v kraljestvu. Nemire so povzročali boji med tistimi, ki so želeli ohraniti staro plemensko strukturo, in kraljem, ki ga je podpirala cerkev. Folkungi, ki so se borili za decentralizacijo, so leta 1229 uspeli začasno strmoglaviti kralja, a so bili pet let pozneje prisiljeni predati oblast. Gorata območja so bila večinoma neodvisno od kralja, njegova severna območja pa so bila še vedno v rokah Folkungov. Nelagodno premirje je trajalo do leta 1247, ko je bil v bitki pri Sparsetri zadušen zadnji upor Folkungov, njihov vodja pa leto pozneje ubit.
Poleg tega je bila Švedska od vermlandske ekspedicije Norvežanov leta 1225 na robu vojne z Norveško. Odnosi med državama so se izboljšali šele po sporazumu, ki ga je podpisal Birger Jarl v Lodosi leta 1249. Pred sporazumom je bila Norveška zaveznica Folkungov in jim dajala zatočišče in orožje.

## Bitka
Po švedskem napadu je Aleksander Jaroslavič povedel svojo vojsko ob reki Volhov, prišel v Staro Ladogo in z lokalnimi Novgorodci okrepil svojo vojsko. Medtem so Švedi, Norvežani in Finci prečili reko Ižoro.
15. julija 1240 so Rusi izkoristili gosto meglo in napadli švedski tabor. Presenečenje je povzročilo velike švedske izgube in njihov končni poraz. Ostanki invazijske vojske so se v paniki umaknili proti severu.

## Posledice
Zmaga ob Nevi je pokazala visoko vojaško sposobnost Aleksandra Jaroslaviča, ki je po bitki dobil vzdevek Nevski. Bitka je preprečila švedsko invazijo in za nekaj desetletij zavarovala rusko-švedsko mejo. Dve leti kasneje se Aleksandar udeleži tudi bitke na Čudskem jezeru.

## Vira
- Kari, Risto (2004). Suomalaisten keskiaika. WSOY. ISBN 951-0-28321-5.
- Larsson, Mats G. (2002). Götarnas Riken: Upptäcktsfärder Till Sveriges Enande. Bokförlaget Atlantis AB. ISBN 978-91-7486-641-4.